# سانت لوسيا في الألعاب الأولمبية الصيفية 2016

علم سانت لوسيا.

نافست سانت لوسيا في دورة الألعاب الأولمبية الصيفية 2016 في ريو دي جانيرو، البرازيل، من 05-21 أغسطس 2016.